# Christian Kayser (Politiker)
Christian Kayser (* 13. April 1938 in Königsberg (Preußen); † 4. Juli 2025) war ein deutscher Politiker (FDP).
Christian Kayser besuchte ein Gymnasium und machte 1957 das Abitur. Ab 1958 studierte er Rechts- und Erziehungswissenschaften an der Freien Universität Berlin sowie an den Universitäten Tübingen, Freiburg i. Br. und Göttingen. Er legte 1965 das juristische Staatsexamen ab. Anschließend wurde Kayser wissenschaftlicher Mitarbeiter an der Universität Göttingen und später Gerichtsreferendar beim Kammergericht. 
Kayser trat 1959 der FDP bei und wurde 1966 Bundesvorsitzender des Liberalen Studentenbundes Deutschlands (LSD).
Bei der Berliner Wahl 1971 wurde Kayser über die FDP-Bezirksliste im Bezirk Steglitz in das Abgeordnetenhaus von Berlin gewählt, 1981 schied er aus dem Parlament aus.
Kayser war ab 1977 stellvertretender Bundesvorsitzender der „Arbeitsgemeinschaft liberaler Eltern und Erzieher e. V.“